# Liste des médaillés aux Jeux olympiques de 1908
Cet article liste les athlètes ayant remporté une médaille aux Jeux olympiques de 1908 à Londres au Royaume-Uni du 27 avril au 31 octobre 1908.

## Athlétisme
| Épreuves                      | Or                                                                                            | Argent                                                                    | Bronze                                                                             |
| ----------------------------- | --------------------------------------------------------------------------------------------- | ------------------------------------------------------------------------- | ---------------------------------------------------------------------------------- |
| Hommes                        |                                                                                               |                                                                           |                                                                                    |
| 100 m                         | Reggie Walker (GBR)                                                                           | James Rector (USA)                                                        | Bobby Kerr (CAN)                                                                   |
| 200 m                         | Bobby Kerr (CAN)                                                                              | Robert Cloughen (USA)                                                     | Nate Cartmell (USA)                                                                |
| 400 m                         | Wyndham Halswelle (GBR)                                                                       | non décernée                                                              | non décernée                                                                       |
| 800 m                         | Mel Sheppard (USA)                                                                            | Emilio Lunghi (ITA)                                                       | Hanns Braun (GER)                                                                  |
| 1 500 m                       | Mel Sheppard (USA)                                                                            | Harold A. Wilson (GBR)                                                    | Norman Hallows (GBR)                                                               |
| Marathon                      | John Hayes (USA)                                                                              | Charles Hefferon (GBR)                                                    | Joseph Forshaw (USA)                                                               |
| 110 m haies                   | Forrest Smithson (USA)                                                                        | John Garrels (USA)                                                        | Arthur Shaw (USA)                                                                  |
| 400 m haies                   | Charles Bacon (USA)                                                                           | Harry Hillman (USA)                                                       | Leonard Tremeer (GBR)                                                              |
| 3 200 m steeple               | Arthur Russell (GBR)                                                                          | Archie Robertson (GBR)                                                    | John Eisele (USA)                                                                  |
| 5 miles                       | Emil Voigt (GBR)                                                                              | Edward Owen (GBR)                                                         | Johan Svanberg (SWE)                                                               |
| Relais olympique              | États-Unis Nate Cartmell William F. Hamilton Mel Sheppard John Taylor                         | Allemagne Hanns Braun Hans Eicke Arthur Hoffmann Otto Trieloff            | Hongrie Ödön Bodor József Nagy Frigyes Mezei Pál Simon                             |
| 3 miles par équipes           | Grande-Bretagne William Coales Joseph Deakin Norman Hallows Archie Robertson Harold A. Wilson | États-Unis George Bonhag Harvey Cohn Gayle Dull John Eisele Herbert Trube | France Jean Bouin Louis de Fleurac Joseph Dréher Alexandre Fayollat Paul Lizandier |
| 3 500 m marche                | George Larner (GBR)                                                                           | Ernest Webb (GBR)                                                         | Harry Kerr (ANZ)                                                                   |
| 10 miles marche               | George Larner (GBR)                                                                           | Ernest Webb (GBR)                                                         | Edward Spencer (GBR)                                                               |
| Saut en hauteur               | Harry Porter (USA)                                                                            | Georges André (FRA) Con Leahy (GBR) István Somodi (HUN)                   |                                                                                    |
| Saut en hauteur sans élan     | Ray Ewry (USA)                                                                                | John Biller (USA) Konstantínos Tsiklitíras (GRE)                          |                                                                                    |
| Saut à la perche              | Edward Cook (USA) Alfred Gilbert (USA)                                                        |                                                                           | Edward Archibald (CAN) Charles Jacobs (USA) Bruno Söderström (SWE)                 |
| Saut en longueur              | Frank Irons (USA)                                                                             | Daniel Kelly (USA)                                                        | Calvin Bricker (CAN)                                                               |
| Saut en longueur sans élan    | Ray Ewry (USA)                                                                                | Konstantínos Tsiklitíras (GRE)                                            | Martin Sheridan (USA)                                                              |
| Triple saut                   | Tim Ahearne (GBR)                                                                             | Garfield MacDonald (CAN)                                                  | Edvard Larsen (NOR)                                                                |
| Lancer du poids               | Ralph Rose (USA)                                                                              | Denis Horgan (GBR)                                                        | John Garrels (USA)                                                                 |
| Lancer du disque              | Martin Sheridan (USA)                                                                         | Merritt Giffin (USA)                                                      | Marquis Horr (USA)                                                                 |
| Lancer du disque grec         | Martin Sheridan (USA)                                                                         | Marquis Horr (USA)                                                        | Verner Järvinen (FIN)                                                              |
| Lancer du marteau             | John Flanagan (USA)                                                                           | Matthew McGrath (USA)                                                     | Con Walsh (CAN)                                                                    |
| Lancer du javelot             | Eric Lemming (SWE)                                                                            | Arne Halse (NOR)                                                          | Otto Nilsson (SWE)                                                                 |
| Lancer du javelot style libre | Eric Lemming (SWE)                                                                            | Michális Dórizas (GRE)                                                    | Arne Halse (NOR)                                                                   |

## Aviron
| Épreuves                      | Or | Argent | Bronze |
| ----------------------------- | --- | --- | --- |
| Hommes                        | | | |
| Skiff                         | Henry Blackstaffe (GBR) | Alexander McCulloch (GBR) | Károly Levitzky (HUN) Bernard Von Gaza (GER) |
| Deux en pointe sans barreur   | Grande-Bretagne John Fenning Gordon Thompson | Grande-Bretagne George Fairbairn Philip Verdon | Allemagne Willi Düskow Martin Stahnke Canada Norway Jackes Frederick Toms |
| Quatre en pointe sans barreur | Grande-Bretagne Robert Cudmore James Gillan Duncan McKinnon John Somers-Smith                                                                                               | Grande-Bretagne Harold Barker Philip Filleul John Fenning Gordon Thompson                                                                              | non décernée |
| Huit en pointe avec barreur   | Grande-Bretagne Harry Bucknall Charles Burnell Raymond Etherington-Smith Albert Gladstone Banner Johnstone Frederick Kelly Gilchrist Maclagan Guy Nickalls Ronald Sanderson | Belgique Oscar de Somville Marcel Maurimont Georges Mijs Rémy Orban Rodolphe Poma Oscar Taelman Alfred Vanlandeghem Polydore Veirman François Vergucht | Canada Gordon Balfour Becher Gale Douglas Kertland Walter Lewis Charles Riddy Irvine Robertson Geoffrey Taylor Julius Thompson Joseph Wright Grande-Bretagne Richard Boyle John Burn Oswald Carver Henry Goldsmith Frank Jerwood Harold Kitching Eric Powell Douglas Stuart Edward Williams |

## Boxe
| Épreuves                      | Or                    | Argent                  | Bronze                |
| ----------------------------- | --------------------- | ----------------------- | --------------------- |
| Hommes                        |                       |                         |                       |
| Poids coqs Moins de 52,2 kg   | Henry Thomas (GBR)    | John Condon (GBR)       | William Webb (GBR)    |
| Poids plumes Moins de 56,7 kg | Richard Gunn (GBR)    | Charles Morris (GBR)    | Hugh Roddin (GBR)     |
| Poids légers Moins de 61,2 kg | Frederick Grace (GBR) | Frederick Spiller (GBR) | Harry Johnson (GBR)   |
| Poids moyens Moins de 71,7 kg | Johnny Douglas (GBR)  | Reginald Baker (ANZ)    | William Philo (GBR)   |
| Poids lourds Plus de 71,7 kg  | Albert Oldman (GBR)   | Sydney Evans (GBR)      | Frederick Parks (GBR) |

## Crosse
| Épreuves         | Or | Argent | Bronze       |
| ---------------- | --- | --- | ------------ |
| Tournoi masculin | Canada Patrick Brennan Jack Broderick George Campbell Angus Dillon Frank Dixon Richard Louis Duckett J. Fyon Thomas Gorman Ernest Hamilton Henry Hoobin Albert Hara Clarence McKerrow David McLeod George Rennie Alexander Turnbull | Grande-Bretagne Gustav Alexander James Alexander L. Blockey George Buckland Eric Dutton V. G. Gilbey S. N. Hayes F. S. Johnson Wilfrid Johnson Edward Jones Reginald Martin Gerald Mason G. J. Mason Johnson Parker-Smith Hubert Ramsey Charles Scott H. Shorrocks Norman Whitley | non décernée |

## Cyclisme

### Sur piste
| Épreuves              | Or                                                                              | Argent                                                         | Bronze                                                                   |
| --------------------- | ------------------------------------------------------------------------------- | -------------------------------------------------------------- | ------------------------------------------------------------------------ |
| Hommes                |                                                                                 |                                                                |                                                                          |
| 660 yards             | Victor Johnson (GBR)                                                            | Émile Demangel (FRA)                                           | Karl Neumer (GER)                                                        |
| 5 kilomètres          | Benjamin Jones (GBR)                                                            | Maurice Schilles (FRA)                                         | André Auffray (FRA)                                                      |
| 20 kilomètres         | Clarence Kingsbury (GBR)                                                        | Benjamin Jones (GBR)                                           | Joseph Werbrouck (BEL)                                                   |
| 100 kilomètres        | Charles Bartlett (GBR)                                                          | Charles Denny (GBR)                                            | Octave Lapize (FRA)                                                      |
| Tandem                | France André Auffray Maurice Schilles                                           | Grande-Bretagne Frederick Hamlin Thomas Johnson                | Grande-Bretagne Colin Brooks Walter Isaacs                               |
| Poursuite par équipes | Grande-Bretagne Benjamin Jones Clarence Kingsbury Leonard Meredith Ernest Payne | Allemagne Max Götze Richard Katzer Hermann Martens Karl Neumer | Canada William Anderson Walter Andrews Frederick McCarthy William Morton |

## Escrime
| Épreuves          | Or | Argent                                                                                               | Bronze |
| ----------------- | --- | --- | --- |
| Hommes            | | | |
| Épée individuel   | Gaston Alibert (FRA) | Alexandre Lippmann (FRA)                                                                             | Eugène Olivier (FRA) |
| Épée par équipes  | France Gaston Alibert Herman Georges Berger Charles Collignon Bernard Gravier Alexandre Lippmann Eugène Olivier Jean Stern | Grande-Bretagne Edgar Amphlett Leaf Daniell Cecil Haig Martin Holt Robert Montgomerie Edgar Seligman | Belgique Paul Anspach Désiré Beaurain Fernand Bosmans Fernand de Montigny Ferdinand Feyerick François Rom Victor Willems |
| Sabre individuel  | Jenő Fuchs (HUN) | Béla Zulavszky (HUN)                                                                                 | Vilém Goppold von Lobsdorf (BOH)                                                                                         |
| Sabre par équipes | Hongrie Dezső Földes Jenő Fuchs Oszkár Gerde Péter Tóth Lajos Werkner                                                      | Italie Marcello Bertinetti Sante Ceccherini Riccardo Nowak Abelardo Olivier Alessandro Pirzio Biroli | Bohême Vilém Goppold von Lobsdorf Otakar Lada Vlastimil Lada-Sázavský Bedrich Schejbal Jaroslav Tuček                    |

## Football
| Épreuves         | Or | Argent | Bronze |
| ---------------- | --- | --- | --- |
| Tournoi masculin | Grande-Bretagne Horace Bailey Arthur Berry Frederick Chapman Walter Corbett Harold Hardman Robert Hawkes Kenneth Hunt Herbert Smith Harold Stapley Clyde Purnell Vivian Woodward George Barlow Albert Bell Ronald Brebner W. Crabtree Walter Daffern Thomas Porter Albert Scothern | Danemark Peter Andersen Harald Bohr Charles Buchwald Ludwig Drescher Johannes Gandil Harald Hansen August Lindgren Kristian Middelboe Nils Middelboe Oskar Nielsen Sophus Nielsen Bjørn Rasmussen Vilhelm Wolfhagen Magnus Beck Ødbert Bjarnholt Knud Hansen Einar Middelboe | Pays-Bas Reinier Beeuwkes Frans de Bruijn Kops Karel Heijting Jan Kok Bok de Korver Emil Mundt Lou Otten Jops Reeman Edu Snethlage Ed Sol Jan Thomée Caius Welcker Jan van den Berg Lo La Chapelle Vic Gonsalves John Heijning Toine van Renterghem |

## Gymnastique
| Épreuves                    | Or | Argent | Bronze |
| --------------------------- | --- | --- | --- |
| Concours par équipes        | Suède Gösta Åsbrink Carl Bertilsson Hjalmar Cedercrona Andreas Cervin Rudolf Degermark Carl Folcker Sven Forssman Erik Granfelt Carl Hårleman Nils Hellsten Gunnar Höjer Arvid Holmberg Carl Holmberg Oswald Holmberg Hugo Jahnke John Jarlén Gustaf Johnsson Rolf Johnsson Nils von Kantzow Sven Landberg Olle Lanner Axel Ljung Osvald Moberg Carl Martin Norberg Erik Norberg Tor Norberg Axel Norling Daniel Norling Gösta Olson Leonard Peterson Sven Rosén Gustaf Rosenquist Axel Sjöblom Birger Sörvik Haakon Sörvik Karl-Johan Svensson Karl Gustaf Vinqvist Nils Widforss | Norvège Arthur Amundsen Carl Albert Andersen Otto Authén Hermann Bohne Trygve Bøyesen Oskar Bye Conrad Carlsrud Sverre Grøner Harald Halvorsen Harald Hansen Petter Hol Eugen Ingebretsen Ole Iversen Per Mathias Jespersen Sigge Johannessen Nicolai Kiær Carl Klæth Thor Larsen Rolf Lefdahl Hans Lem Anders Moen Frithjof Olsen Carl Alfred Pedersen Paul Pedersen Sigvard Sivertsen John Skrataas Harald Smedvik Andreas Strand Olaf Syvertsen Thomas Thorstensen | Finlande Eino Forsström Otto Granström Johan Kemp Iivari Kyykoski Heikki Lehmusto John Lindroth Yrjö Linko Edvard Linna Matti Markkanen Kaarlo Mikkolainen Veli Nieminen Kaarlo Paasia Arvi Pohjanpää Aarne Pohjonen Eino Railio Heikki Riipinen Arno Saarinen Einar Sahlstein Aarne Salovaara Karl Sandelin Elis Sipilä Viktor Smeds Kaarlo Soinio Kurt Stenberg Väinö Tiiri Karl Wegelius |
| Concours général individuel | Alberto Braglia (ITA) | Walter Tysall (GBR) | Louis Ségura (FRA) |

## Hockey sur gazon
| Épreuves         | Or | Argent | Bronze |
| ---------------- | --- | --- | --- |
| Tournoi masculin | Angleterre Louis Baillon Harry S. Freeman Eric Green Gerald Logan Alan Noble Edgar Page Reginald Pridmore Percy Rees John Robinson Stanley Shoveller Harvey Wood | Irlande Edward Allman-Smith Henry Brown Walter Campbell William Graham Richard Gregg Edward Holmes Robert Kennedy Henry Murphy Walter Peterson Charles Power Franks Robinson | Écosse Alexander Burt John Burt Alastair Denniston Charles Howard Foulkes Hew Fraser James Harper-Orr Ivan Laing Hugh Neilson William Orchardson Norman Stevenson Hugh Walker Pays de Galles Frank Connah Llewellyn Evans Arthur Law Richard Lyne Wilfred Pallott Frederick Phillips Edward Richards Charles Shephard Bertrand Turnbull Philip Turnbull James Williams |

## Longue paume
| Épreuves         | Or                 | Argent              | Bronze                      |
| ---------------- | ------------------ | ------------------- | --------------------------- |
| Hommes           |                    |                     |                             |
| Simple messieurs | Jay Gould II (GBR) | Eustace Miles (GBR) | Neville Bulwer-Lytton (GBR) |

## Jeu de raquettes
| Épreuves         | Or                                            | Argent                                     | Bronze                                      |
| ---------------- | --------------------------------------------- | ------------------------------------------ | ------------------------------------------- |
| Hommes           |                                               |                                            |                                             |
| Simple messieurs | Evan Noel (GBR)                               | Henry Leaf (GBR)                           | John Jacob Astor (GBR) Henry Brougham (GBR) |
| Double messieurs | Grande-Bretagne John Jacob Astor Vane Pennell | Grande-Bretagne Edward Bury Cecil Browning | Grande-Bretagne Henry Leaf Evan Noel        |

## Lutte

### Gréco-romaine
| Épreuves        | Or                        | Argent                  | Bronze                     |
| --------------- | ------------------------- | ----------------------- | -------------------------- |
| Hommes          |                           |                         |                            |
| Poids légers    | Enrico Porro (ITA)        | Nikolaï Orlov (RUS)     | Arvo Lindén (FIN)          |
| Poids moyens    | Frithiof Mårtensson (SWE) | Mauritz Andersson (SWE) | Anders Andersen (DEN)      |
| Poids mi-lourds | Verner Weckman (FIN)      | Yrjö Saarela (FIN)      | Carl Jensen (DEN)          |
| Poids lourds    | Richard Weisz (HUN)       | Aleksandr Petrov (RUS)  | Søren Marinus Jensen (DEN) |

### Libre
| Épreuves     | Or                        | Argent                    | Bronze               |
| ------------ | ------------------------- | ------------------------- | -------------------- |
| Hommes       |                           |                           |                      |
| Poids coqs   | George Mehnert (USA)      | William Press (GBR)       | Aubert Côté (CAN)    |
| Poids plumes | George Dole (USA)         | John Slim (GBR)           | William McKie (GBR)  |
| Poids légers | George de Relwyskow (GBR) | William Wood (GBR)        | Arthur Gingell (GBR) |
| Poids moyens | Stanley Bacon (GBR)       | George de Relwyskow (GBR) | Frederick Beck (GBR) |
| Poids lourds | George Con O'Kelly (GBR)  | Jacob Gundersen (NOR)     | Edward Barrett (GBR) |

## Motonautisme
| Épreuves                     | Or                                                                                    | Argent       | Bronze       |
| ---------------------------- | ------------------------------------------------------------------------------------- | ------------ | ------------ |
| Hommes                       |                                                                                       |              |              |
| Classe A - Open              | Émile Thubron (FRA)                                                                   | non décernée | non décernée |
| Classe B - Moins de 60 pieds | Grande-Bretagne Bernard Boverton Redwood John Field-Richards Isaac Thomas Thornycroft | non décernée | non décernée |
| Classe C - 6,5 à 8m          | Grande-Bretagne Bernard Boverton Redwood John Field-Richards Isaac Thomas Thornycroft | non décernée | non décernée |

## Natation
| Épreuves                    | Or                                                                          | Argent                                                            | Bronze                                                          |
| --------------------------- | --------------------------------------------------------------------------- | ----------------------------------------------------------------- | --------------------------------------------------------------- |
| Hommes                      |                                                                             |                                                                   |                                                                 |
| 100 m nage libre            | Charles Daniels (USA)                                                       | Zoltán von Halmay (HUN)                                           | Harald Julin (SWE)                                              |
| 400 m nage libre            | Henry Taylor (GBR)                                                          | Frank Beaurepaire (ANZ)                                           | Otto Scheff (AUT)                                               |
| 1 500 m nage libre          | Henry Taylor (GBR)                                                          | Thomas Battersby (GBR)                                            | Frank Beaurepaire (ANZ)                                         |
| 100 m dos                   | Arno Bieberstein (GER)                                                      | Ludvig Dam (DEN)                                                  | Herbert Haresnape (GBR)                                         |
| 200 m brasse                | Frederick Holman (GBR)                                                      | William Robinson (GBR)                                            | Pontus Hansson (SWE)                                            |
| Relais 4 × 200 m nage libre | Grande-Bretagne John Derbyshire William Foster Paul Radmilovic Henry Taylor | Hongrie Béla Las-Torres József Munk Zoltán von Halmay Imre Zachár | États-Unis Charles Daniels Leo Goodwin Harry Hebner Leslie Rich |

## Patinage artistique
| Épreuves          | Or                                    | Argent                                           | Bronze                                  |
| ----------------- | ------------------------------------- | ------------------------------------------------ | --------------------------------------- |
| Hommes            |                                       |                                                  |                                         |
| Individuel        | Ulrich Salchow (SWE)                  | Richard Johansson (SWE)                          | Per Thorén (SWE)                        |
| Figures spéciales | Nikolai Panin (RUS)                   | Arthur Cumming (GBR)                             | Geoffrey Hall-Say (GBR)                 |
| Femmes            |                                       |                                                  |                                         |
| Individuel        | Madge Syers (GBR)                     | Elsa Rendschmidt (GER)                           | Dorothy Greenhough-Smith (GBR)          |
| Mixte             |                                       |                                                  |                                         |
| Couples           | Allemagne Anna Hübler Heinrich Burger | Grande-Bretagne Phyllis Johnson James H. Johnson | Grande-Bretagne Madge Syers Edgar Syers |

## Plongeon
| Épreuves               | Or                      | Argent               | Bronze                |
| ---------------------- | ----------------------- | -------------------- | --------------------- |
| Hommes                 |                         |                      |                       |
| Tremplin à 3 mètres    | Albert Zürner (GER)     | Kurt Behrens (GER)   | George Gaidzik (USA)  |
| Plateforme à 10 mètres | Hjalmar Johansson (SWE) | Karl Malmström (SWE) | Arvid Spångberg (SWE) |

## Polo
| Épreuves         | Or                                                                                         | Argent | Bronze |
| ---------------- | ------------------------------------------------------------------------------------------ | --- | ------ |
| Tournoi masculin | Grande-Bretagne - Roehampton Charles Miller George Miller Patteson Nickalls Herbert Wilson | Grande-Bretagne - Hurlingham Walter Buckmaster Frederick Freake Walter Jones John Wodehouse Grande-Bretagne - Irlande John Hardress Lloyd John Paul McCann Percy O'Reilly Auston Rotherham |        |

## Rugby à XV
| Épreuves         | Or | Argent | Bronze       |
| ---------------- | --- | --- | ------------ |
| Tournoi masculin | Australasie John Barnett Franck Bede-Smith Phillip Carmichael Daniel Carroll Robert Craig Thomas Griffen John Hickey Emmanuel McArthur Arthur McCabe Patrick McCue Chris McKivat Charles McMurtrie Sydney Middleton Tom Richards Boxer Russell | Grande-Bretagne James Davey Frederick Dean Edward Jackett Richard Jackett E. J. Jones James Jose A. Lawrey Charles Marshall Barney Solomon Bert Solomon Nicholaos Tregurtha John Trevaskis Thomas Wedge A. Wilcocks Arthur Wilson | non décernée |

## Tennis

### En extérieur
| Épreuves         | Or                                               | Argent                                           | Bronze                                        |
| ---------------- | ------------------------------------------------ | ------------------------------------------------ | --------------------------------------------- |
| Hommes           |                                                  |                                                  |                                               |
| Simple messieurs | Josiah Ritchie (GBR)                             | Otto Froitzheim (GER)                            | Wilberforce Eaves (GBR)                       |
| Double messieurs | Grande-Bretagne Reginald Doherty George Hillyard | Grande-Bretagne James Cecil Parke Josiah Ritchie | Grande-Bretagne Clement Cazalet Charles Dixon |
| Femmes           |                                                  |                                                  |                                               |
| Simple dames     | Dorothea Chambers (GBR)                          | Dora Boothby (GBR)                               | Joan Ruth Winch (GBR)                         |

### En salle
| Épreuves         | Or                                          | Argent                                       | Bronze                                  |
| ---------------- | ------------------------------------------- | -------------------------------------------- | --------------------------------------- |
| Hommes           |                                             |                                              |                                         |
| Simple messieurs | Arthur Gore (GBR)                           | George Caridia (GBR)                         | Josiah Ritchie (GBR)                    |
| Double messieurs | Grande-Bretagne Herbert Barrett Arthur Gore | Grande-Bretagne George Caridia George Simond | Suède Wollmar Boström Gunnar Setterwall |
| Femmes           |                                             |                                              |                                         |
| Simple dames     | Gwendoline Eastlake-Smith (GBR)             | Alice Greene (GBR)                           | Märtha Adlersträhle (SWE)               |

## Tir
| Épreuves                                            | Or                                                                                                  | Argent                                                                                         | Bronze                                                                                                |
| --------------------------------------------------- | --------------------------------------------------------------------------------------------------- | ---------------------------------------------------------------------------------------------- | --- |
| Mixte                                               | |                                                                                                | |
| Fosse olympique                                     | Walter Ewing (CAN)                                                                                  | George Beattie (CAN)                                                                           | Alexander Maunder (GBR)                                                                               |
| Pistolet à 50 m - 60 coups                          | Paul van Asbroeck (BEL)                                                                             | Réginald Storms (BEL)                                                                          | James Gorman (USA)                                                                                    |
| Pistolet à 50 m par équipes                         | États-Unis Charles Axtell Irving Calkins John Dietz James Gorman                                    | Belgique René Englebert Charles Paumier du Vergier Réginald Storms Paul van Asbroeck           | Grande-Bretagne Geoffrey Coles Walter Ellicott Henry Lynch-Staunton Jesse Wallingford                 |
| Tir au cerf courant à 100 m coup simple             | Oscar Swahn (SWE)                                                                                   | Ted Ranken (GBR)                                                                               | Alexander Rogers (GBR)                                                                                |
| Tir au cerf courant à 100 m coup simple par équipes | Suède Arvid Knöppel Ernst Rosell Alfred Swahn Oscar Swahn                                           | Grande-Bretagne Walter Ellicott William Russell Lane-Joynt Charles Nix Ted Ranken              | non décernée                                                                                          |
| Tir au cerf courant coup double à 100 m             | Walter Winans (USA)                                                                                 | Ted Ranken (GBR)                                                                               | Oscar Swahn (SWE)                                                                                     |
| Tir aux pigeons par équipes                         | Grande-Bretagne Peter Easte Alexander Maunder Frank Moore Charles Palmer James Pike John M. Postans | Canada George Beattie Walter Ewing Mylie Fletcher David McMackon George Vivian Arthur Westover | Grande-Bretagne John Butt Harold Creasey Richard Hutton William Morris Gerald Skinner George Whitaker |

## Tir à l'arc
| Épreuves              | Or                   | Argent                     | Bronze                        |
| --------------------- | -------------------- | -------------------------- | ----------------------------- |
| Hommes                |                      |                            |                               |
| Double york round     | William Dod (GBR)    | Reginald Brooks-King (GBR) | Henry Barber Richardson (USA) |
| Continental round     | Eugène Grisot (FRA)  | Louis Vernet (FRA)         | Gustave Cabaret (FRA)         |
| Femmes                |                      |                            |                               |
| Double national round | Queenie Newall (GBR) | Lottie Dod (GBR)           | Beatrice Hill-Lowe (GBR)      |

## Tir à la corde
| Épreuves         | Or | Argent | Bronze |
| ---------------- | --- | --- | --- |
| Tournoi masculin | Grande-Bretagne Edward Barrett Frederick Goodfellow Frederick Humphreys William Hirons Albert Ireton Frederick Merriman Edwin Mills John James Shepherd | Grande-Bretagne Thomas Butler James Clarke Charles Foden William Greggan Alexander Kidd Daniel Lowey Patrick Philbin George Smith Thomas Swindlehurst | Grande-Bretagne Walter Chaffe Joseph Dowler Ernest Ebbage Thomas Homewood Alexander Munro William Slade Walter Tammas James Woodget |

## Voile
| Épreuves | Or | Argent | Bronze                                                                                   |
| -------- | --- | --- | ---------------------------------------------------------------------------------------- |
| Hommes   | | |                                                                                          |
| 6 m JI   | Grande-Bretagne Charles Cichton Gilbert Laws Thomas McMeekin                                                                                            | Belgique Léon Huybrechts Louis Huybrechts Henri Weewauters | France Henri Arthus Louis Potheau Pierre Rabot                                           |
| 8 m JI   | Grande-Bretagne Norman Bingley Richard Dixon Charles Rivett-Carnac Frances Rivett-Carnac                                                                | non décernée | non décernée                                                                             |
| 8 m JI   | Grande-Bretagne Charles Campbell Blair Cochrane John Rhodes Henry Sutton Arthur Wood                                                                    | Suède Carl Hellström Eric Sandberg Edmund Thormählen Erik Wallerius Harald Wallin                                                                                        | Grande-Bretagne Alfred Hughes Frederick Hughes Philip Hunloke George Ratsey William Ward |
| 12 m JI  | Grande-Bretagne John Aspin John Buchanan James Bunten Arthur Downes John Downes David Dunlop Thomas Glen-Coats John Mackenzie Albert Martin Gerald Tait | Grande-Bretagne James Baxter William Davidson J.A. Gardiner John Jellico James Kenion Thomas Littledale Cecil R. MacIver Charles MacIver C. McLeod Robertson John Spence | non décernée                                                                             |

## Water-polo
| Épreuves         | Or | Argent | Bronze |
| ---------------- | --- | --- | --- |
| Tournoi masculin | Grande-Bretagne George Cornet Charles Forsyth George Nevinson Paul Radmilovic Charles Smith Thomas Thould George Wilkinson | Belgique Victor Boin Herman Donners Fernand Feyaerts Oscar Grégoire Herman Meyboom Albert Michant Joseph Pletinckx | Suède Robert Andersson Erik Bergvall Pontus Hansson Harald Julin Torsten Kumfeldt Axel Runström Gunnar Wennerström |

## Athlètes les plus médaillés
| Athlète         | Pays            | Sport      | Médaille d'or, Jeux olympiques | Médaille d'argent, Jeux olympiques | Médaille de bronze, Jeux olympiques | Total |
| Mel Sheppard    | États-Unis      | Athlétisme | 3                              | 0                                  | 0                                   | 3     |
| Henry Taylor    | Grande-Bretagne | Natation   | 3                              | 0                                  | 0                                   | 3     |
| Benjamin Jones  | Grande-Bretagne | Cyclisme   | 2                              | 1                                  | 0                                   | 3     |
| Martin Sheridan | États-Unis      | Athlétisme | 2                              | 0                                  | 1                                   | 3     |
| Oscar Swahn     | Suède           | Tir        | 2                              | 0                                  | 1                                   | 3     |
| Josiah Ritchie  | Grande-Bretagne | Tennis     | 1                              | 1                                  | 1                                   | 3     |
| Ted Ranken      | Grande-Bretagne | Tir        | 0                              | 3                                  | 0                                   | 3     |